# Hanuš Jurenka
Hanuš Jurenka, vlastním jménem Jan Jurenka (29. duben 1831 Kolešovice 6 – 27. ledna 1882 Březnice) byl český lékař a překladatel. Je znám jako blízký přítel Boženy Němcové.

## Život
Narodil se v rodině justiciára (úředníka velkostatku) na kolešovickém panství Engelberta Jurenky (*26. 5. 1800 Jakubovice 25) a jeho manželky Kateřiny, rozené Michaelové (*1811). Pokřtěn byl jako Jan Křtitel (Johann der Täufer) Michael Jurenka, jako Jan či Johann je uváděn v úředních zápisech. Ve 40. a 50. letech 19. století žila rodina v Praze, kde se Hanuš Jurenka zúčastnil v roce 1848 bojů na barikádách, byl zraněn a musel uprchnout. V Praze vystudoval medicínu. Když v červnu 1855 ukončil svá studia, odjel jako lékař do Haliče. Po návratu se již v Praze natrvalo neusadil a počátkem roku 1856 přesídlil do Březnice, kde se stal okresním lékařem a oženil se zde s Karolinou, rozenou Tillovou z Tochovic, se kterou měl osm dětí. Byl veřejně činný, stal se i březnickým purkmistrem. Patřil např. mezi spoluzakladatele Občanské besedy a ochotnického divadla.
Zemřel v Březnici, jako příčina smrti byl udán marasmus.

### Vztah s Boženou Němcovou
Hanuš Jurenka a Božena Němcová se seznámili ve skupině přátel soustředěných okolo J. V. Friče. Patřil mezi ně zejména Václav Čeněk Bendl, se kterým Jurenka spisovatelku navštěvoval. Po odstěhování rodičů do Březnice se Jurenka přestěhoval do stejného domu (dnes Praha 2, Vyšehradská 45), ve kterém Božena Němcová od podzimu roku 1854 žila s dětmi. Vztah trval do konce Jurenkových studií v červnu 1855.
Jurenka navštívil Němcovou ještě 23. února 1857, když spisovatelka žila v bídě a návštěvu si nepřála; choval se k ní cize a mezi jiným hovořil o tom, že jí vrátí její dopisy, které někomu půjčil.
| „                              | ...Jurenka stal se jejímu (Němcové) srdci drahým. Jeho smělé, bezohledné vystupování, rozhodné a povýšené soudy jí imponovaly...Neviděla slabých stránek zbožňovaného muže, zdál se jí héroem, jejž styk s ní rozohní k velkým, smělým činům. | “ |
| — Václav Tille: Božena Němcová | |   |

## Zajímavost
Jurenka nechal pokřtít dvě ze svých dcer (narozené 1858 a 1859, starší z nich předčasně zemřela) spisovatelčiným křestním jménem Božena.

## Dílo
Jurenkovy překlady zveřejňoval časopis Lumír:
- J. J. Kraševski: Cesta do městečka (1858)
- August Vilkoňský: Zpomínka ze školy (1862)[10]

Databáze Národní knihovny ČR uvádí tato knižně vydaná díla:
- Zwei böhmische Dorfgeschichten (překlad díla Vítězslava Hálka; Mladá Boleslav, Karel Vačlena, 1882)
- Nejnovější a nejpůvodnější slovanský selam čili květinomluva (jako autoři „B + H + V“ určeni Božena Němcová, Hanuš Jurenka a Václav Čeněk Bendl-Stránický; V Praze, Kvasnička a Hampl, 1948)

V rukopise zůstala veselohra Černajev v Praze a zdravovědné dílo Krev lidská. Nepodepsané Jurenkovy příspěvky bývaly považovány za dílka Jana Nerudy.